# كيش العليا (زلاغي الشرقي)
کیش العلیا (بالفارسية: کیش بزنوید) هي قرية تقع في إيران في قسم زلاغي الشرقي الریفي. يقدر عدد سكانها بـ 111 نسمة .